# أولغا خوروشافتسيفا
أولغا نيكولايفنا خوروشافتسيفا (بالروسية: Ольга Николаевна Хорошавцева؛ من مواليد 24 أغسطس 1994) هي لاعبة مصارعة حرة روسية حازت على ميداليتين ذهبيتين في بطولة أوروبا للمصارعة، وميدالية برونزية في وزن 55 كجم للسيدات في بطولة العالم للمصارعة 2019 التي أقيمت في نور سلطان، كازاخستان. شاركت في دورة الألعاب الأولمبية الصيفية 2020 في طوكيو، اليابان.

## مسيرتها الرياضية
شاركت أولغا في بطولة الجائزة الكبرى الذهبية إيفان ياريجين التي أقيمت في كراسنويارسك بروسيا، فازت بالميدالية الذهبية في وزن 53 كجم للسيدات في عام 2015،. في عام 2018، فازت خوروشافتسيفا بالميدالية الذهبية في منافسات وزن 57 كجم للسيدات في بطولة روسيا الوطنية للمصارعة الحرة للسيدات التي أقيمت في سمولينسك، روسيا. وفي وقت لاحق من ذلك العام، أُقصيت في مباراتها الأولى على يد بوجا دهاندا من الهند في بطولة العالم للمصارعة الحرة للسيدات وزن 57 كجم في بطولة العالم للمصارعة الحرة للسيدات وزن 57 كجم التي أقيمت في بودابست، المجر.
في بطولة الجائزة الكبرى الذهبية إيفان ياريجين 2019 التي أقيمت في كراسنويارسك، روسيا، فازت بالميدالية الفضية في مسابقة السيدات لوزن 57 كجم. وبعد مرور عام، في جائزة إيفان ياريجين الذهبية الكبرى 2020، فازت بالميدالية الذهبية في مسابقة 55 كجم للسيدات.
كما تنافست خوروشافتسيفا في حدث وزن 57 كجم للسيدات في بطولة أوروبا للمصارعة 2019 التي أقيمت في بوخارست، رومانيا، في بطولة أوروبا للمصارعة 2020 التي أقيمت في روما، إيطاليا، فازت بالميدالية الذهبية في منافسات السيدات وزن 55 كجم. في النهائي، هزمت سولوميا فينيك من أوكرانيا. في عام 2020، فازت أيضًا بإحدى الميداليات البرونزية في حدث سيدات 55 كجم في كأس العالم للمصارعة الفردية الذي أقيم في بلغراد، صربيا.
في عام 2021، بدأت خوروشافتسيفا المنافسة في فئات وزن 53 كجم وكررت نجاحها السابق في بطولة أوروبا للمصارعة بحصولها على الميدالية الذهبية الثانية. حصلت على ميداليتها بفوزها على ماريا بريفولاراكي من اليونان في حدث وزن 53 كجم للسيدات في بطولة أوروبا للمصارعة 2021 التي أقيمت في وارسو، بولندا. في مايو 2021، تأهلت خوروشافتسيفا في بطولة التصفيات الأولمبية العالمية في صوفيا، بلغاريا للتنافس في وزن 53 كجم للسيدات في دورة الألعاب الأولمبية الصيفية 2020. وبعد شهر، فازت بالميدالية الذهبية في منافسات وزن 55 كجم للسيدات في بطولة بولندا المفتوحة 2021 التي أقيمت في وارسو، بولندا.
في دورة الألعاب الأولمبية الصيفية 2020 في طوكيو، اليابان، تم إقصاء خوروشافتسيفا في أول مباراة لها في حدث 53  كجم بواسطة جاكارا وينشستر من الولايات المتحدة. بعد شهرين من الألعاب الأولمبية، خسرت مباراة الميدالية البرونزية في حدث وزن 55 كجم للسيدات في بطولة العالم للمصارعة 2021 التي أقيمت في أوسلو، النرويج.
في يناير 2022، فازت خوروشافتسيفا بالميدالية الفضية في منافسات وزن 57 كجم للسيدات في الجائزة الكبرى الذهبية لإيفان ياريجين التي أقيمت في كراسنويارسك، روسيا. لم تتمكن خوروشافتسيفا من المشاركة في النهائي بسبب المرض وخسرت المباراة أمام هيلين ماروليس من الولايات المتحدة التي فازت بالميدالية الذهبية. في فبراير 2022، شاركت في منافسات وزن 57 كجم للسيدات في بطولة ياسار دوجو 2022 التي أقيمت في إسطنبول، تركيا.. في عام 2023، فازت خوروشافتسيفا بحدثها في بطولة المصارعة الحرة الوطنية الروسية 2023 التي أقيمت في كاسبيسك، داغستان. تنافست في بطولة التصفيات الأولمبية الأوروبية للمصارعة 2024 في باكو، أذربيجان على أمل التأهل إلى دورة الألعاب الأولمبية الصيفية 2024 في باريس، فرنسا. تم إقصاؤها في مباراتها الثانية ولم تتأهل للأولمبياد.

## الإنجازات
| السنة | البطولة       | الموقع               | النتيجة       | الحدث             |
| ----- | ------------- | -------------------- | ------------- | ----------------- |
| 2019  | بطولات العالم | نور سلطان، كازاخستان | المركز الثالث | مصارعة حرة 55 كجم |
| 2020  | بطولات أوروبا | روما، إيطاليا        | الأول         | مصارعة حرة 55 كجم |
| 2021  | بطولة أوروبا  | وارسو، بولندا        | الأول         | مصارعة حرة 53 كجم |
| 2025  | بطولة أوروبا  | براتيسلافا، سلوفاكيا | الأول         | مصارعة حرة 57 كجم |